# Dasychira betschi
Dasychira betschi är en fjärilsart som beskrevs av Griveaud 1973. Dasychira betschi ingår i släktet Dasychira och familjen tofsspinnare. Inga underarter finns listade i Catalogue of Life.